# 19 (album d'Alsou)
 (janvier 2017).
Si vous disposez d'ouvrages ou d'articles de référence ou si vous connaissez des sites web de qualité traitant du thème abordé ici, merci de compléter l'article en donnant les références utiles à sa vérifiabilité et en les liant à la section « Notes et références ».
Albums de Alsou
Mne Prisnilas' Osen'
(2002) Inspired
(2007)
Singles
1. Всё равно
2. Летящаая над облаками
3. Вчера
4. Эткей
5. Мечты
6. Первый раз

19 est le quatrième album de la chanteuse russe Alsou sorti en Russie le 23 janvier 2003 sous le label Universal Music.
Cet album inclut des chansons en tatar et en russe. Alsou a écrit une des chansons. L'album a très bien marché en Russie, avec environ 500 000 disques vendues. Pour faire la promotion de son album, Alsou a donné des concerts en 2003 et 2004 en Russie, au Tatarstan, en Azerbaïdjan, en Géorgie, en Ukraine, en Lettonie, en Estonie, en Israël et dans d'autres pays d'Europe de l'Est.

## Liste des titres
| No  | Titre                                                          | Durée |
| --- | -------------------------------------------------------------- | ----- |
| 1.  | Вчера (Vtchera)                                                | 3:37  |
| 2.  | Первый раз (Perviy Raz)                                        | 4:18  |
| 3.  | Я только звук в мелодии любви (Ya Tol'ko Zvuk V Melodii Lyubi) | 3:47  |
| 4.  | Всё равно (Vsyo Ravno)                                         | 3:46  |
| 5.  | Там (Tam)                                                      | 3:58  |
| 6.  | Первый снег (Perviy Sneg)                                      | 4:25  |
| 7.  | Город под зонтом (Gorod Nod Zontom)                            | 3:19  |
| 8.  | Эткей (Etkeï)                                                  | 4:17  |
| 9.  | Заброшенный лес (Zabrochenniï Les)                             | 4:03  |
| 10. | Летящаая над облаками (Letyachtchaaya Nad Oblakami)            | 3:33  |
| 11. | Ангел (Angel)                                                  | 3:28  |

| 12. | Мечты (mixé par Pit Baumgarther)        | 4:47 |
| 13. | Всё равно (mixage dance)                | 3:59 |
| 14. | Вчера (mixage dance par Sergio Galoyan) | 4:53 |

## Singles extraits de l'album
- Всё равно (Vsyo Ravno)
- Летящаая над облаками (Letyachtchaaya Nad Oblakami)
- Вчера (Vtchera)
- Эткей (Etkeï)
- Мечты (Metchti)
- Первый раз (Perviy Raz)